# ジェンゲッレール・ジュラ
ジェンゲッレール・ジュラ（ハンガリー語: Zsengellér Gyula、1915年12月27日-1999年3月2日）は、ハンガリー出身のサッカー選手。ポジションはフォワード/ミッドフィルダー。

## 経歴
1938年ワールドカップフランス大会で得点王になったレオニダス（7ゴール）に次ぐ5ゴールを挙げチーム初の決勝進出を支えたプレーヤー。
代表は1936年にイングランド戦でデビューし（2-6で大敗）。通算成績は39試合32ゴール。これはハンガリー代表史上歴代8位の記録である。
クラブでもハンガリーのリーグ戦で1935年から1947年までに325試合に出場してに387ゴールを挙げた。これもハンガリー史上3位のゴール記録である。1935年、シャルゴータルヤーニBTCでデビューするといきなり19ゴールをマーク。そして次のシーズンに11シーズン過ごすことになるウーイペシュトFCへ移籍。そこでも高い決定力を見せると、11年で368ゴールを挙げた。これは1シーズン平均33.5ゴールを挙げていることになる。
1938、1939、1943、1944、1945年に5度も得点王になっており、特に1939, 1945シーズンは56, 36ゴールで欧州でのシーズン得点王（今でいうゴールデンブーツ）に輝いている。1947年シーズン途中イタリアのローマに移籍。1949シーズンにはアンコナに移籍するもイタリアの3シーズンは不本意な結果で終わった。1年間をおいてコロンビアのデポルティボ・サマリオに所属し、37歳のキャリアを終える。引退後は、多くのクラブの監督を務めた。
1999年、ニコシアにて83歳でこの世を去った。

## 所属クラブ
- 1935-36  シャルゴータルヤーニBTC（英語版） 24試合出場 19得点
- 1936-47  ウーイペシュトFC 325試合出場 368得点
- 1948-49  ASローマ 34試合出場 6得点
- 1949-50  USアンコニターナ -試合出場 -得点
- 1951-52  デポルティボ・サマリオ（英語版） 37試合出場 23得点